# 919 Ільсебіл
919 Ільсебіл (919 Ilsebill) — астероїд головного поясу, відкритий 30 жовтня 1918 року.
Тіссеранів параметр щодо Юпітера — 3,317.